# Ludlow (Regno Unito)
Ludlow (IPA: /lʌd.loʊ/) è una città mercato del Regno Unito nella contea inglese dello Shropshire.

## Storia
La città è stata messa in correlazione con l'antica Llundain citata nel ciclo arturiano in quanto si trova sul Teme (Temys in lingua gallese antica) come riportato dal Brut y Brenhinedd. Nel Medioevo la città era la residenza principale dei signori del Galles e il luogo da cui diramavano le leggi.